# 다테시 (홋카이도)
다테시(일본어: 伊達市)는 일본 홋카이도 이부리 종합진흥국(구 이부리 지청) 관내에 있는 시이다. 남서쪽으로 우치우라만과 접한다. 2006년 3월에 다테시와 오타키촌이 합병했다.

## 역사
- 1900년 - 우스군 히가시몬베쓰촌, 니시몬베쓰촌, 오사루촌, 우스촌, 마렛푸촌, 오콘시베촌이 합병해 다테촌이 되었다.
- 1925년 - 정으로 승격해 다테정이 되었다.
- 1972년 - 시로 승격해 다테시가 되었다.
- 2006년 - 오타키촌을 편입 합병했다.

## 기후
연안부는 홋카이도에서 온난한 기후를 자랑해 적설도 적고 ‘북쪽의 쇼난’이라는 이명을 가진다. 한편 내륙부의 옛 오타키촌은 ‘특별폭설지대’로 적설량이 많고, 1월 평균 기온이 -7.6℃로 추위도 심하다.
| 다테시의 기후                                                | 다테시의 기후 | 다테시의 기후 | 다테시의 기후 | 다테시의 기후 | 다테시의 기후 | 다테시의 기후 | 다테시의 기후 | 다테시의 기후 | 다테시의 기후 | 다테시의 기후 | 다테시의 기후 | 다테시의 기후 | 다테시의 기후 |
| 월                                                           | 1월           | 2월           | 3월           | 4월           | 5월           | 6월           | 7월           | 8월           | 9월           | 10월          | 11월          | 12월          | 연간          |
| ------------------------------------------------------------ | ------------- | ------------- | ------------- | ------------- | ------------- | ------------- | ------------- | ------------- | ------------- | ------------- | ------------- | ------------- | ------------- |
| 역대 최고 기온 °C (°F)                                       | 8.4 (47.1)    | 11.5 (52.7)   | 15.9 (60.6)   | 21.9 (71.4)   | 29.4 (84.9)   | 28.9 (84.0)   | 31.1 (88.0)   | 33.5 (92.3)   | 32.6 (90.7)   | 24.1 (75.4)   | 19.9 (67.8)   | 14.6 (58.3)   | 33.5 (92.3)   |
| 일평균 최고 기온 °C (°F)                                     | 0.1 (32.2)    | 0.9 (33.6)    | 5.3 (41.5)    | 10.8 (51.4)   | 16.2 (61.2)   | 19.8 (67.6)   | 23.8 (74.8)   | 25.4 (77.7)   | 22.8 (73.0)   | 16.4 (61.5)   | 9.2 (48.6)    | 2.7 (36.9)    | 12.8 (55.0)   |
| 일일 평균 기온 °C (°F)                                       | −2.9 (26.8)   | −2.6 (27.3)   | 1.4 (34.5)    | 6.2 (43.2)    | 11.6 (52.9)   | 15.9 (60.6)   | 20.3 (68.5)   | 21.7 (71.1)   | 18.5 (65.3)   | 11.9 (53.4)   | 5.4 (41.7)    | −0.3 (31.5)   | 8.9 (48.1)    |
| 일평균 최저 기온 °C (°F)                                     | −6.8 (19.8)   | −6.8 (19.8)   | −2.8 (27.0)   | 1.2 (34.2)    | 7.1 (44.8)    | 12.4 (54.3)   | 17.3 (63.1)   | 18.4 (65.1)   | 14.1 (57.4)   | 7.1 (44.8)    | 1.3 (34.3)    | −3.9 (25.0)   | 4.9 (40.8)    |
| 역대 최저 기온 °C (°F)                                       | −16.7 (1.9)   | −15.6 (3.9)   | −11.5 (11.3)  | −5.1 (22.8)   | 0.4 (32.7)    | 5.4 (41.7)    | 9.9 (49.8)    | 9.6 (49.3)    | 4.3 (39.7)    | −2.3 (27.9)   | −8.0 (17.6)   | −14.2 (6.4)   | −16.7 (1.9)   |
| 평균 강수량 mm (인치)                                        | 19.2 (0.76)   | 17.7 (0.70)   | 36.6 (1.44)   | 60.1 (2.37)   | 63.1 (2.48)   | 66.2 (2.61)   | 97.7 (3.85)   | 118.6 (4.67)  | 97.6 (3.84)   | 77.6 (3.06)   | 70.2 (2.76)   | 44.7 (1.76)   | 769.3 (30.29) |
| 평균 강수일수 (≥ 1.0 mm)                                     | 6.0           | 5.4           | 7.1           | 8.3           | 7.6           | 7.4           | 8.5           | 9.4           | 9.1           | 10.6          | 10.2          | 8.7           | 98.3          |
| 평균 월간 일조시간                                           | 104.1         | 124.2         | 175.4         | 194.7         | 203.1         | 164.0         | 145.5         | 160.6         | 180.3         | 158.4         | 104.9         | 84.8          | 1,799.9       |
| 출처: 일본 기상청 (평년값: 2008년~2020년, 극값: 2007년~현재) |               |               |               |               |               |               |               |               |               |               |               |               |               |

## 교통

### 철도
- 홋카이도 여객철도 무로란 본선

### 도로
- 홋카이도 자동차도
- 국도 37호선
- 국도 276호선
- 국도 453호선

## 자매 도시
일본 국내
- 미야기현
  - 와타리군 와타리정, 야마모토정
  - 시바타군 시바타정
- 후쿠시마현
  - 소마군 신치정

해외
- 미국 몬태나주 미줄라

## 같이 보기
- 도자마 다이묘